# Censo dos Estados Unidos de 1900
O Censo dos Estados Unidos de 1900, conduzido pelo departamento do censo em junho de 1900, foi o décimo segundo censo dos Estados Unidos. Determinou a população residente dos Estados Unidos em 76.212.168 - um aumento de 21% sobre as 62.979.766 pessoas enumeradas durante o censo de 1890.

## População por estado
| Ranking | Estado               | População |
| ------- | -------------------- | --------- |
| 01      | Nova Iorque          | 7,268,894 |
| 02      | Pensilvânia          | 6,302,115 |
| 03      | Illinois             | 4,821,550 |
| 04      | Ohio                 | 4,157,545 |
| 05      | Missouri             | 3,106,665 |
| 06      | Texas                | 3,048,710 |
| 07      | Massachusetts        | 2,805,346 |
| 08      | Indiana              | 2,516,462 |
| 09      | Michigan             | 2,420,982 |
| 10      | Iowa                 | 2,231,853 |
| 11      | Geórgia              | 2,216,331 |
| 12      | Kentucky             | 2,147,174 |
| 13      | Wisconsin            | 2,069,042 |
| 14      | Tennessee            | 2,020,616 |
| 15      | Carolina do Norte    | 1,893,810 |
| 16      | Nova Jérsia          | 1,883,669 |
| 17      | Virgínia             | 1,854,184 |
| 18      | Alabama              | 1,828,697 |
| 19      | Minnesota            | 1,751,394 |
| 20      | Mississippi          | 1,551,270 |
| 21      | Califórnia           | 1,485,053 |
| 22      | Kansas               | 1,470,495 |
| 23      | Luisiana             | 1,381,625 |
| 24      | Carolina do Sul      | 1,340,316 |
| 25      | Arkansas             | 1,311,564 |
| 26      | Maryland             | 1,188,044 |
| 27      | Nebraska             | 1,066,300 |
| 28      | Virgínia Ocidental   | 958,800   |
| 29      | Connecticut          | 908,420   |
| X       | Oklahoma             | 790,391   |
| 30      | Maine                | 694,466   |
| 31      | Colorado             | 539,700   |
| 32      | Flórida              | 528,542   |
| 33      | Washington           | 518,103   |
| 34      | Rhode Island         | 428,556   |
| 35      | Óregon               | 413,536   |
| 36      | Nova Hampshire       | 411,588   |
| 37      | Dakota do Sul        | 401,570   |
| 38      | Vermont              | 343,641   |
| 39      | Dakota do Norte      | 319,146   |
| X       | Distrito de Columbia | 278,718   |
| 40      | Utah                 | 276,749   |
| 41      | Montana              | 243,329   |
| X       | Novo México          | 195,310   |
| 42      | Delaware             | 184,735   |
| 43      | Idaho                | 161,772   |
| X       | Havaí                | 154,001   |
| X       | Arizona              | 122,931   |
| 44      | Wyoming              | 92,531    |
| 45      | Nevada               | 42,335    |
| X       | Alasca               | 32,052    |

## População por cidade
| Ranking | Cidade         | Estado               | População | Região       |
| ------- | -------------- | -------------------- | --------- | ------------ |
| 01      | Nova Iorque    | Nova Iorque          | 3,437,202 | Nordeste     |
| 02      | Chicago        | Illinois             | 1,698,575 | Centro-Oeste |
| 03      | Filadélfia     | Pensilvânia          | 1,293,697 | Nordeste     |
| 04      | St. Louis      | Missouri             | 575,238   | Centro-Oeste |
| 05      | Boston         | Massachusetts        | 560,892   | Nordeste     |
| 06      | Baltimore      | Maryland             | 508,957   | Sul          |
| 07      | Cleveland      | Ohio                 | 391,768   | Centro-Oeste |
| 08      | Buffalo        | Nova Iorque          | 352,387   | Nordeste     |
| 09      | São Francisco  | Califórnia           | 342,782   | Oeste        |
| 10      | Cincinnati     | Ohio                 | 325,902   | Centro-Oeste |
| 11      | Pittsburgh     | Pensilvânia          | 321,616   | Nordeste     |
| 12      | Nova Orleães   | Luisiana             | 287,104   | Sul          |
| 13      | Detroit        | Michigan             | 285,704   | Centro-Oeste |
| 14      | Milwaukee      | Wisconsin            | 285,315   | Centro-Oeste |
| 15      | Washington     | Distrito de Columbia | 278,718   | Sul          |
| 16      | Newark         | Nova Jérsia          | 246,070   | Nordeste     |
| 17      | Jersey City    | Nova Jérsia          | 206,433   | Nordeste     |
| 18      | Louisville     | Kentucky             | 204,731   | Sul          |
| 19      | Minneapolis    | Minnesota            | 202,718   | Centro-Oeste |
| 20      | Providence     | Rhode Island         | 175,597   | Nordeste     |
| 21      | Indianápolis   | Indiana              | 169,164   | Centro-Oeste |
| 22      | Kansas City    | Missouri             | 163,752   | Centro-Oeste |
| 23      | Saint Paul     | Minnesota            | 163,065   | Centro-Oeste |
| 24      | Rochester      | Nova Iorque          | 162,608   | Nordeste     |
| 25      | Denver         | Colorado             | 133,859   | Oeste        |
| 26      | Toledo         | Ohio                 | 131,822   | Centro-Oeste |
| 27      | Allegheny      | Pensilvânia          | 129,896   | Nordeste     |
| 28      | Columbus       | Ohio                 | 125,560   | Centro-Oeste |
| 29      | Worcester      | Massachusetts        | 118,421   | Nordeste     |
| 30      | Syracuse       | Nova Iorque          | 108,374   | Nordeste     |
| 31      | New Haven      | Connecticut          | 108,027   | Nordeste     |
| 32      | Paterson       | Nova Jérsia          | 105,171   | Nordeste     |
| 33      | Fall River     | Massachusetts        | 104,863   | Nordeste     |
| 34      | St. Joseph     | Missouri             | 102,979   | Centro-Oeste |
| 35      | Omaha          | Nebraska             | 102,555   | Centro-Oeste |
| 36      | Los Angeles    | Califórnia           | 102,479   | Oeste        |
| 37      | Memphis        | Tennessee            | 102,320   | Sul          |
| 38      | Scranton       | Pensilvânia          | 102,026   | Nordeste     |
| 39      | Lowell         | Massachusetts        | 94,969    | Nordeste     |
| 40      | Albany         | Nova Iorque          | 94,151    | Nordeste     |
| 41      | Cambridge      | Massachusetts        | 91,886    | Nordeste     |
| 42      | Portland       | Óregon               | 90,426    | Oeste        |
| 43      | Atlanta        | Geórgia              | 89,872    | Sul          |
| 44      | Grand Rapids   | Michigan             | 87,565    | Centro-Oeste |
| 45      | Dayton         | Ohio                 | 85,333    | Centro-Oeste |
| 46      | Richmond       | Virgínia             | 85,050    | Sul          |
| 47      | Nashville      | Tennessee            | 80,865    | Sul          |
| 48      | Seattle        | Washington           | 80,671    | Oeste        |
| 49      | Hartford       | Connecticut          | 79,850    | Nordeste     |
| 50      | Reading        | Pensilvânia          | 78,961    | Nordeste     |
| 51      | Wilmington     | Delaware             | 76,508    | Sul          |
| 52      | Camden         | Nova Jérsia          | 75,935    | Nordeste     |
| 53      | Trenton        | Nova Jérsia          | 73,307    | Nordeste     |
| 54      | Bridgeport     | Connecticut          | 70,996    | Nordeste     |
| 55      | Lynn           | Massachusetts        | 68,513    | Nordeste     |
| 56      | Oakland        | Califórnia           | 66,960    | Oeste        |
| 57      | Lawrence       | Massachusetts        | 62,559    | Nordeste     |
| 58      | New Bedford    | Massachusetts        | 62,442    | Nordeste     |
| 59      | Des Moines     | Iowa                 | 62,139    | Centro-Oeste |
| 60      | Springfield    | Massachusetts        | 62,059    | Nordeste     |
| 61      | Somerville     | Massachusetts        | 61,643    | Nordeste     |
| 62      | Troy           | Nova Iorque          | 60,651    | Nordeste     |
| 63      | Hoboken        | Nova Jérsia          | 59,364    | Nordeste     |
| 64      | Evansville     | Indiana              | 59,007    | Centro-Oeste |
| 65      | Manchester     | Nova Hampshire       | 56,987    | Nordeste     |
| 66      | Utica          | Nova Iorque          | 56,383    | Nordeste     |
| 67      | Peoria         | Illinois             | 56,100    | Centro-Oeste |
| 68      | Charleston     | Carolina do Sul      | 55,807    | Sul          |
| 69      | Salt Lake City | Utah                 | 54,244    | Oeste        |
| 70      | Savannah       | Geórgia              | 53,531    | Sul          |
| 71      | San Antonio    | Texas                | 53,321    | Sul          |
| 72      | Duluth         | Minnesota            | 52,969    | Centro-Oeste |
| 73      | Erie           | Pensilvânia          | 52,733    | Nordeste     |
| 74      | Elizabeth      | Nova Jérsia          | 52,130    | Nordeste     |
| 75      | Wilkes-Barre   | Pensilvânia          | 51,721    | Nordeste     |
| 76      | Kansas City    | Kansas               | 51,418    | Centro-Oeste |
| 77      | Harrisburg     | Pensilvânia          | 50,167    | Nordeste     |
| 78      | Portland       | Maine                | 50,145    | Nordeste     |
| 79      | Yonkers        | Nova Iorque          | 47,931    | Nordeste     |
| 80      | Norfolk        | Virgínia             | 46,624    | Sul          |
| 81      | Waterbury      | Connecticut          | 45,859    | Nordeste     |
| 82      | Holyoke        | Massachusetts        | 45,712    | Nordeste     |
| 83      | Fort Wayne     | Indiana              | 45,115    | Centro-Oeste |
| 84      | Youngstown     | Ohio                 | 44,885    | Centro-Oeste |
| 85      | Dallas         | Texas                | 44,633    | Sul          |
| 86      | Covington      | Kentucky             | 42,938    | Sul          |
| 87      | Akron          | Ohio                 | 42,728    | Centro-Oeste |
| 88      | Houston        | Texas                | 42,638    | Sul          |
| 89      | Saginaw        | Michigan             | 42,345    | Centro-Oeste |
| 90      | Lancaster      | Pensilvânia          | 41,459    | Nordeste     |
| 91      | Lincoln        | Nebraska             | 40,169    | Centro-Oeste |
| 92      | Brockton       | Massachusetts        | 40,063    | Nordeste     |
| 93      | Binghamton     | Nova Iorque          | 39,647    | Nordeste     |
| 94      | Augusta        | Geórgia              | 39,441    | Sul          |
| 95      | Pawtucket      | Rhode Island         | 39,231    | Nordeste     |
| 96      | Altoona        | Pensilvânia          | 38,973    | Nordeste     |
| 97      | Wheeling       | Virgínia Ocidental   | 38,878    | Sul          |
| 98      | Mobile         | Alabama              | 38,469    | Sul          |
| 99      | Birmingham     | Alabama              | 38,415    | Sul          |
| 100     | Little Rock    | Arkansas             | 38,307    | Sul          |